# Саранг
Саранг (санскр. सारंग) — вертолітна пілотажна команда ВПС Індії. Виступає на чотирьох гелікоптерах Dhruv Mk-I (Hindustan Aeronautics Limited) і ще один знаходиться у резерві. Назва команди значить «Павич» на честь національного птаха Індії, гелікоптери мають ліврею з зображенням цього птаха.
Окрім показу вищого пілотажу, команда також займається рятувальними роботами, проводячи доставку припасів постраждалим, пошук та евакуацію. Зокрема, «Саранг» брав участь у порятунку людей під час повеней в Уттаракханді (2013), у Ченнаї (2015), в Кералі (2018) та постраждалих від наслідків тропічних циклонів, зокрема від Оцхі у 2017 році.

## Історія
Команда була створена у 2002 році на двох щойно введених в експлуатацію гелікоптерах HAL Dhruv, початково для оцінювальних польотів цих машин. У жовтні 2003 року її було перетворено на демонстраційну пілотажну групу, спочатку на трьох гелікоптерах. Команда дислокувалася на базі ВПС Єлаханка поблизу Бангалору.
У 2004 році команда отримала четвертий гелікоптер та здійснила перший публічний виступ — на авіасалоні Asian Aerospace в Сінгапурі. У 2005 вона отримала офіційну назву «Вертолітний підрозділ № 151 ВПС Індії». У 2009 була перебазована на авіабазу Сулур поблизу Коїмбатору, штат Тамілнад.
Команда регулярно виступає на авіашоу Aero India (проводиться раз на два роки на базі Єлаханка), на святкуванні річниці ВПС Індії на базі Гіндан 8 жовтня, святкуванні тижня ВМС та в інших заходах національного значення. У 2008 році вона брала участь в авісалоні у Фарнборо. У лютому 2024 року команда виступила на Singapore Airshow.

## Інциденти
У лютому 2007 року сталася перша в історії команди катастрофа, коли один із гелікоптерів розбився біля авіабази Єлаханка під час тренувань перед Aero India 2007. Другий пілот сквадрон-лідер Прієш Шарма загинув на місці, пілот вінг-командер Вікас Джетлі отримав важкі травми голови, від яких помер у 2011 році після чотирьох років перебування в коматозному стані.

## Галерея

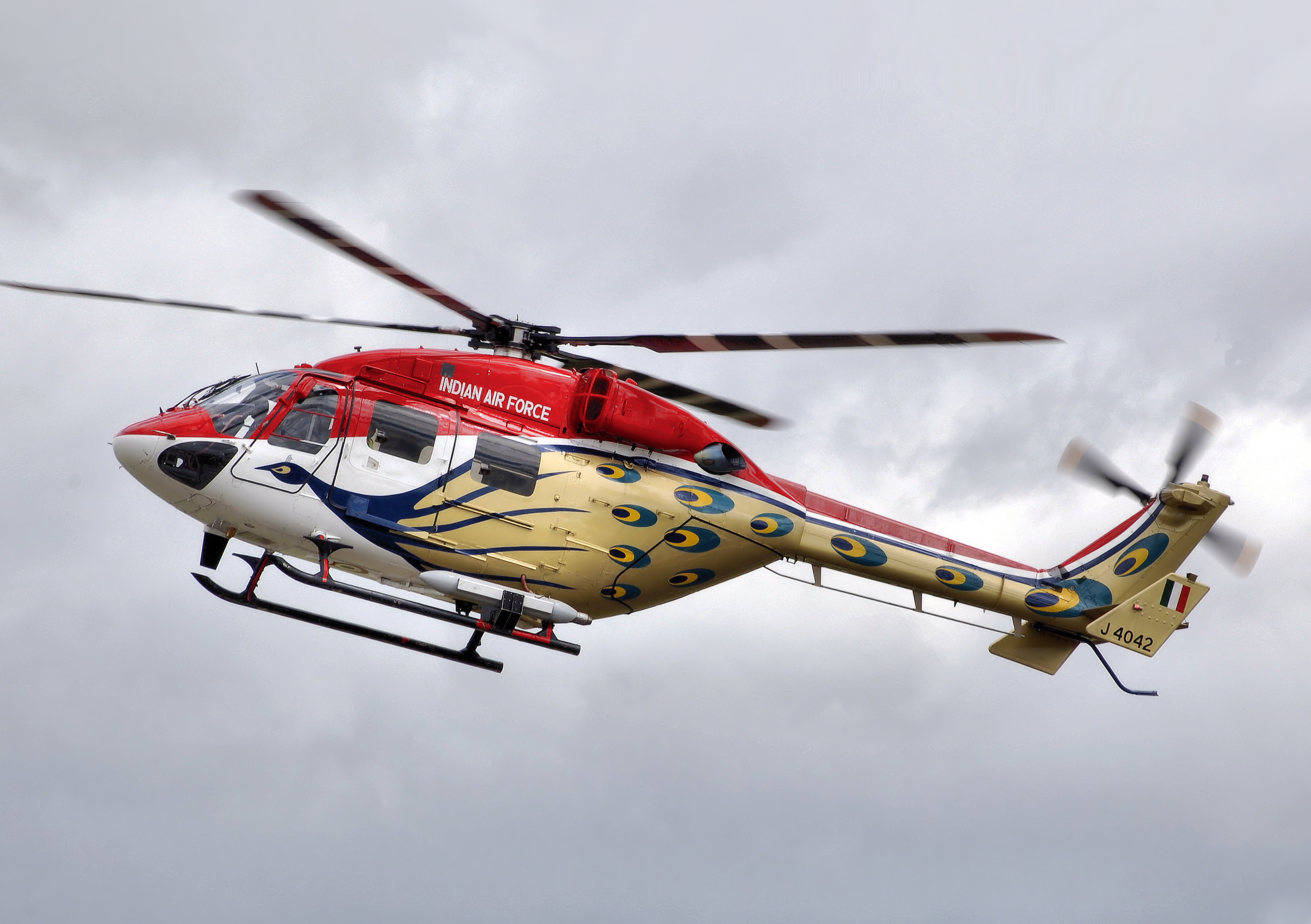
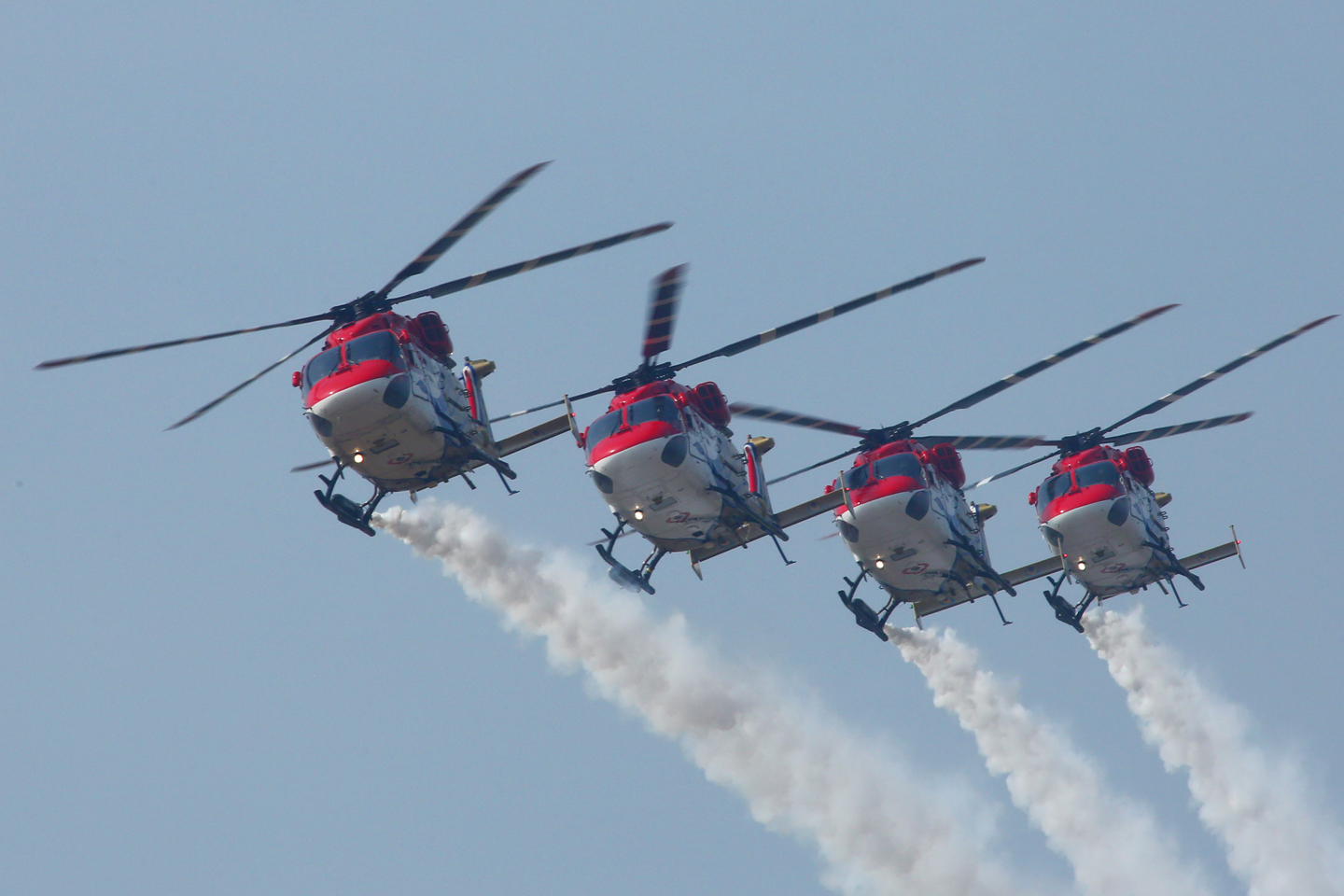
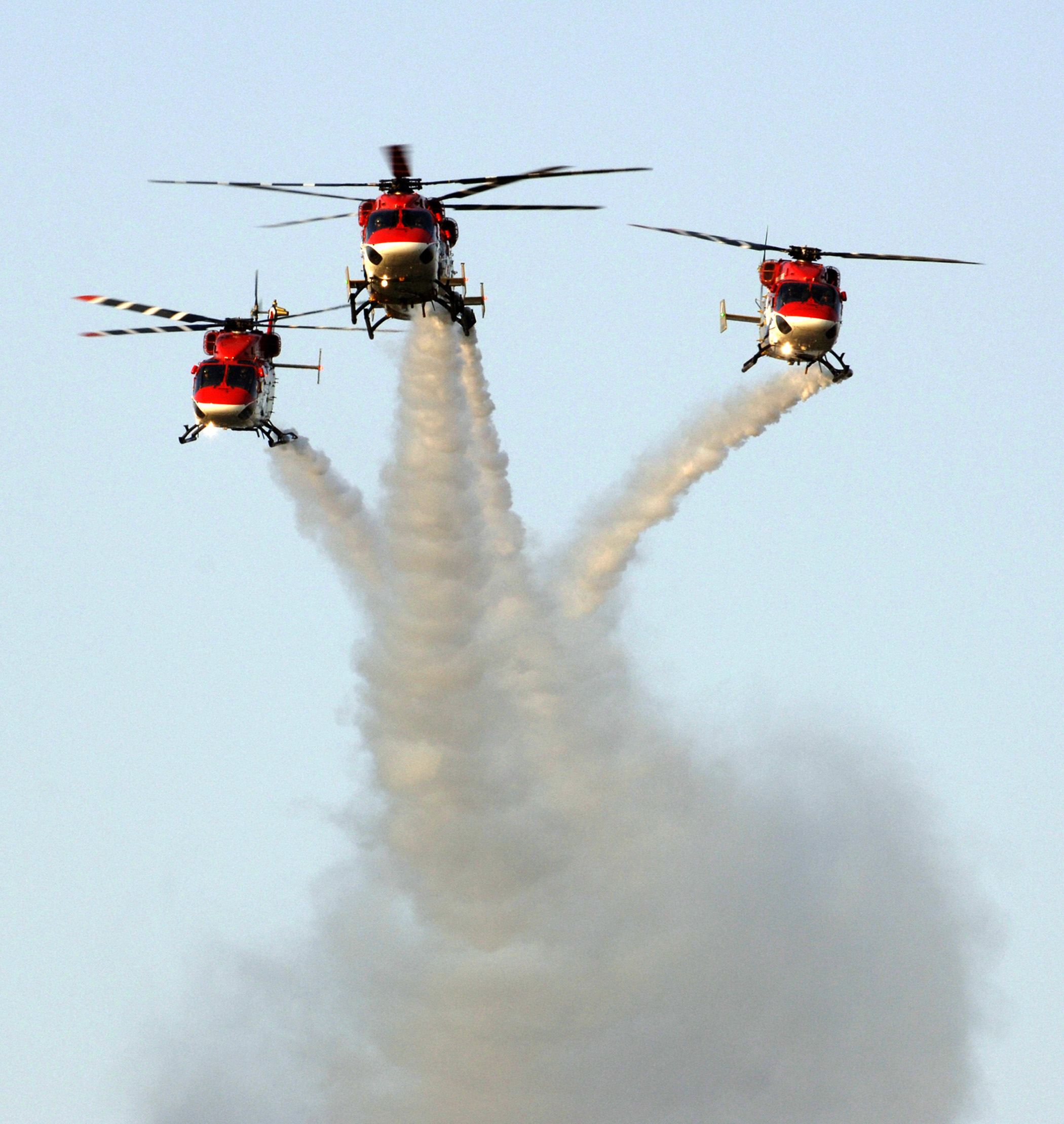
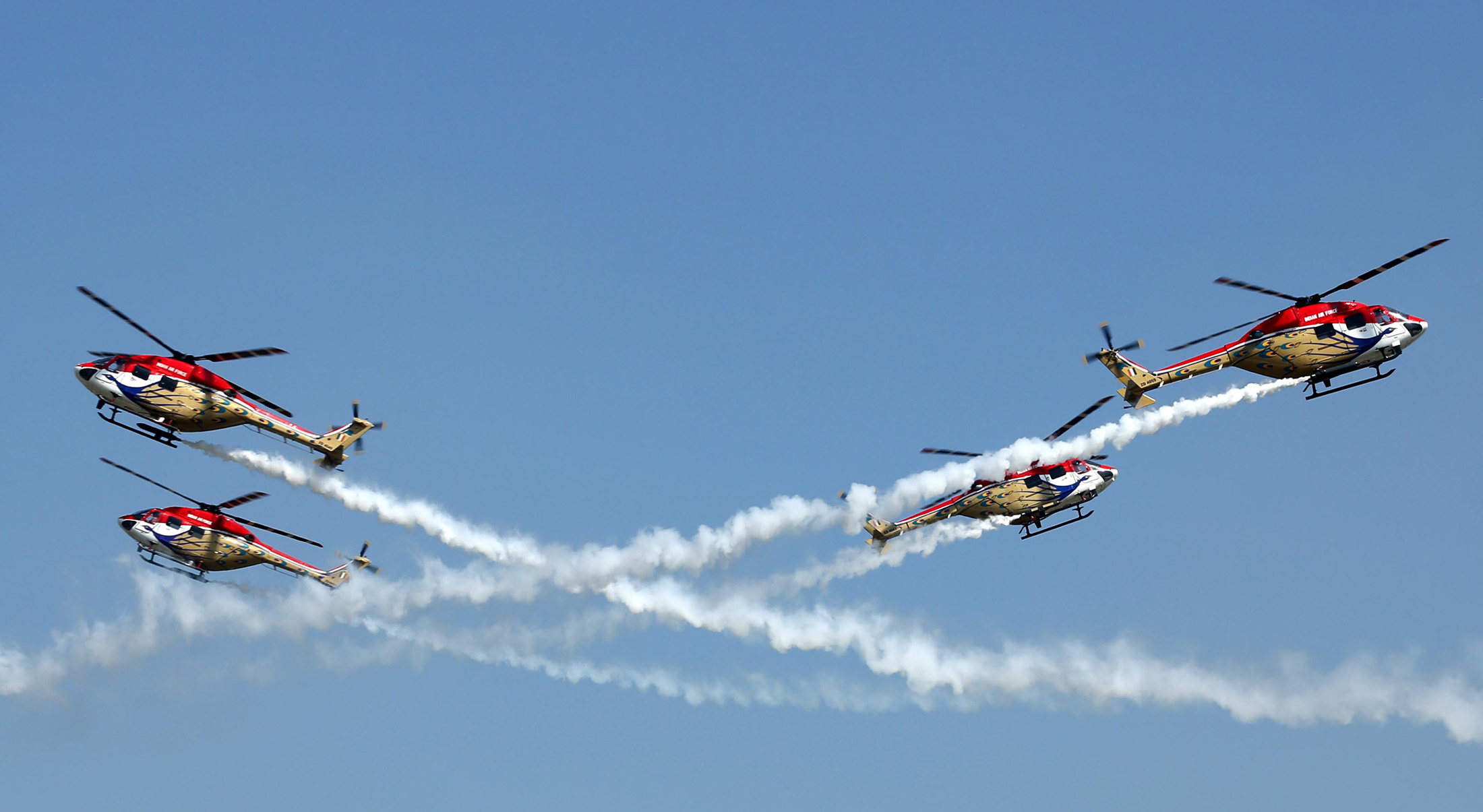